# Distretto di M'Chedallah
Il distretto di M'Chedellah è un distretto della provincia di Bouira, in Algeria, con capoluogo M'Chedallah.

## Comuni
Il distretto comprende sei comuni:
- M'Chedallah
- Saharidj
- Chorfa
- Ahnif
- Aghbalou
- Ath Mansour